# Pakt von Moncloa
Der Pakt von Moncloa (spanisch Pactos de la Moncloa) war ein am 25. Oktober 1977 unterzeichneter Vertrag mit einer Laufzeit von einem Jahr zwischen der Regierung von Spanien – in Person des ersten demokratisch gewählten Ministerpräsidenten Spaniens Adolfo Suárez – und den wichtigsten Parteiführern im Abgeordnetenhaus. Die Vereinbarung wurde vom Wirtschaftsverband CEOE und mehreren Gewerkschaften (CC.OO und UGT) unterstützt. Am 27. Oktober 1977 ratifizierten das Unterhaus den Vertrag, später dann auch das Oberhaus.

## Hintergrund
Die spanische Industrie hatte sich wirtschaftlich auf Bereiche wie Schiffbau, Eisen- und Stahlerzeugung und Bergbau spezialisiert. Hinzu kamen arbeitsintensive Branchen wie die Textil- und Schuhindustrie. Mit der Ölkrise von 1973 – der Ölpreis verdoppelte sich – und steigenden Lohnkosten gerieten die spanischen Unternehmen in finanzielle Schwierigkeiten und in der Folge stieg die Arbeitslosigkeit in der zweiten Hälfte der 1970er Jahre. Die durchschnittliche jährliche Inflation überstieg 1973 erstmals die 10-Prozent-Marke, um 1977 mit etwa 24 Prozent pro Jahr ihren höchsten Wert zu erreichen – eine Lohn-Preis-Spirale war entstanden. Am 15. Juni 1977 fand in Spanien die erste Parlamentswahl nach dem Tod des Diktators Francisco Franco statt, bei der das konservativ-liberale Wahlbündnis Unión de Centro Democrático gewann und Adolfo Suárez Ministerpräsident wurde. Eines seiner ersten wirtschaftspolitischen Entscheidungen war am 11. Juli 1977 eine Abwertung der spanischen Währung, der Peseta, um 20 Prozent gegenüber dem US-Dollar. Der Ökonom und Wirtschaftsminister Enrique Fuentes Quintana erarbeitet ein Reformpaket namens Programa de Saneamiento y Reforma Económico, welches zur Diskussionsgrundlage für den Pakt von Moncloa wurde.

## Vertragsverhandlungen
In Madrid, im Moncloa-Palast, dem offiziellen Sitz des Ministerpräsidenten, fanden die Verhandlungen zwischen dem 8. und 21. Oktober 1977 statt. Beteiligt waren auf der Regierungsseite Ministerpräsident Adolfo Suárez und einige seiner Minister. Auf der anderen Seite standen Vertreter verschiedener Parteien aus dem Parlament: Felipe González (PSOE), Joan Reventós i Carner und Josep Maria Triginer (beide aus linken katalanischen Parteien), Miquel Roca (eine liberale Regionalpartei Kataloniens), Manuel Fraga Iribarne (Alianza Popular), Enrique Tierno Galván (Partido Socialista Popular), Juan de Ajuriaguerra (Baskische Nationalistische Partei), Leopoldo Calvo-Sotelo (Union des Demokratischen Zentrums) und Santiago Carrillo (Kommunistische Partei Spaniens).
Ein wichtiger Gegner des Vertrages war die Confederación Nacional del Trabajo (CNT), die 1976 in der Illegalität neugegründete anarchosyndikalistische Gewerkschaft in Spanien (s. a.: Anarchismus in Spanien). Die CNT organisierte schon seit Anfang des Jahres 1977 erste größere Demonstrationen und am 2. Juli 1977 veranstaltete sie in Barcelona eine Versammlung mit hunderttausenden Teilnehmern.

## Vertragsinhalt
Der Vertrag umfasste kurzfristig und mittelfristig wirkende wirtschaftspolitische Regelungen, und er benannte gemeinsame politische Überzeugungen, die möglichst bald in Gesetzesform gegossen werden sollten (Die heute gültige Verfassung des Königreichs Spaniens wurde etwa ein Jahr später am 29. Dezember 1978 in Kraft gesetzt).

### Wirtschaftspolitische Regelungen
Im wirtschaftspolitischen Teil vereinbarte man unter anderem:
- Ausgabenkürzungen zur Konsolidierung des Staatshaushaltes
- Einen geringeren Anstieg der Sozialausgaben für Unternehmen
- Die Zentralbank soll die Inflation reduzieren
- Begrenzung des Anstiegs von Preisen und Löhnen
- Die Einkommensteuer, die Unternehmenssteuer und die Umsatzsteuer werden reformiert
- die Arbeitslosenversicherung wird verstaatlicht

Einige der die Gewerkschaften betreffenden Festlegungen waren:
- Den Arbeitnehmern wurde hierfür das Recht auf Organisierung, Streik und Verhandlungen zugesichert.
- Rückgabe des historischen Eigentums der spanischen Gewerkschaften.
- Rückgabe des Fonds, der von der Mitgliedschaft in den Zwangsgewerkschaften gebildet worden war.

Um der Verstädterung des Landes zu entsprechen, sollten die Städte bebaubares Land bekommen, und der Wohnungsbau sollte gefördert werden.
Im bildungspolitischen Teil des Vertrages einigte man sich auf:
- den quantitativen und qualitativen Ausbau des Bildungssystems
- die Zulassung von Regionalsprachen und -kulturen

In der Agrar- und Fischereipolitik vereinbarte man umfassende Reformen, und als Antwort auf die aktuelle Energiekrise wurden Maßnahmen zum Energiesparen vereinbart.

### Politische und rechtliche Grundsätze
Die im Vertrag genannten Grundsätze befassten sich mit den folgenden Themen:
- Freiheit des Wortes soll verwirklicht werden
- Radiotelevisión Española wird unter demokratische Kontrolle gestellt
- Versammlungsfreiheit
- Das Recht, politische Parteien frei zu gründen
- Die Liberalisierung des Strafrechts ist bei einigen Problemen dringend notwendig (z. B. Frauenrechte, Militärstrafrecht)
- Strafverfolgungsbehörden